# Europejski Okrągły Stół Sprzedawców Detalicznych
Europejski Okrągły Stół Sprzedawców Detalicznych (ang. European Retail Round Table) – organizacja zrzeszająca europejskie spółki z sektora handlu detalicznego (wielkiej dystrybucji), mająca swoją siedzibę w Brukseli, w Belgii.
Łącznie spółki zatrudniają ok. 2,1 mln pracowników i generują obroty w wysokości ponad 400 mld euro. Organizacja ma na celu promowanie interesów (lobbing) wielkich detalistów przy Komisji Europejskiej.

## Członkowie[2]
| Firma członkowska | Kraj pochodzenia |
| ----------------- | ---------------- |
| Asda Wal-mart     | Wielka Brytania  |
| C&A               | Holandia         |
| Carrefour         | Francja          |
| Delhaize Group    | Belgia           |
| DSG International | Wielka Brytania  |
| El Corte Inglés   | Hiszpania        |
| H&M               | Szwecja          |
| Ikea              | Szwecja          |
| Inditex           | Hiszpania        |
| Kingfisher        | Wielka Brytania  |
| Marks & Spencer   | Wielka Brytania  |
| Metro Group       | Niemcy           |
| Mercadona         | Hiszpania        |
| Maersk B          | Dania            |
| Royal Ahold       | Holandia         |
| Tesco             | Wielka Brytania  |